# 阿不都热合满·穆义提
阿不都热合满·穆义提（1913年—1957年）维吾尔族，新疆省吐鲁番人，中华人民共和国官员。

## 生平
1934年留学苏联。1946年新疆省联合政府成立时，经三区方面提名出任吐鲁番县县长。1947年7月，与伊敏江共同领导了吐鲁番、鄯善、托克逊三县人民武装暴动，围攻胜金口的中华民国政府方面的警察局和驻军，被国军击败。阿不都热合满·穆义提率部分暴动群众集中在七泉湖，沿天山向西撤退，于1947年8月7日抵达伊犁，参加三区革命。
1949年12月新疆省人民政府成立，出任新疆省人民政府委员会委员、民政厅厅长。经中共中央新疆分局书记王震、副书记徐立清及各位委员分别介绍，1949年12月30日，阿不都热合满·穆义提等15位新疆各民族干部在中共中央新疆分局所在地迪化市新疆分局办公大楼集体宣誓加入中国共产党（无候补期），阿不都热合满·穆义提成为中华人民共和国时期中国共产党在新疆发展的首批少数民族党员之一。
1951年9月3日，增补为中央人民政府民族事务委员会委员。1954年11月，中央人民政府民族事务委员会被裁撤。1954年，当选第一届全国人民代表大会代表。
1954年12月，新疆省人民政府设立民族宗教事务处，阿不都热合满·穆义提为中共中央新疆分局统战部副部长兼民族宗教事务处处长。1956年，当选第一届中共新疆维吾尔自治区党委常委，后来任中共新疆维吾尔自治区党委统战部部长。
1957年，阿不都热合满·穆义提逝世。在追悼阿不都热合满·穆义提同志大会上，伊敏诺、包尔汉、王恩茂讲话。